# Mondial du vent

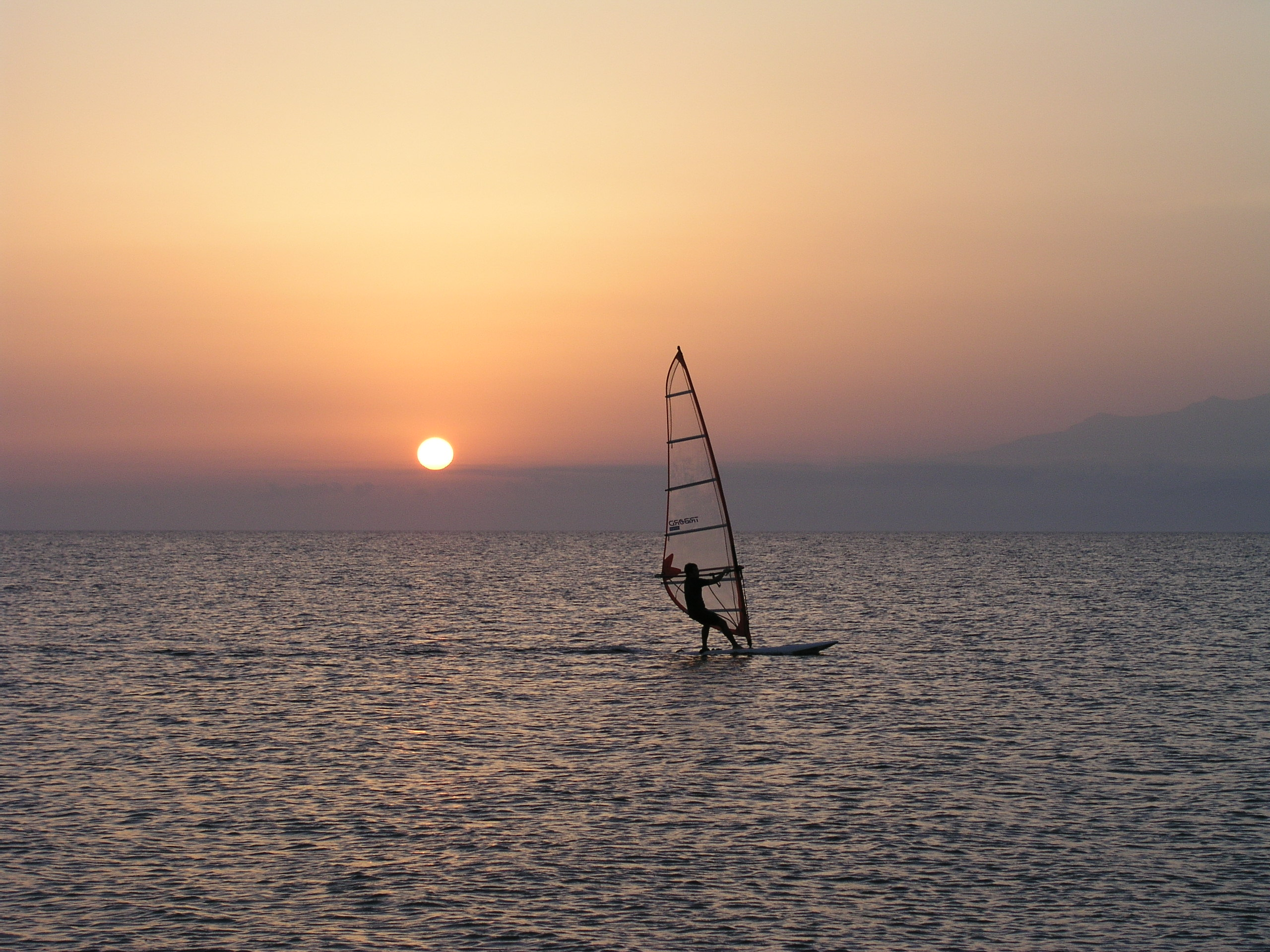

Le Mondial du Vent est une épreuve internationale de référence en kitesurf et windsurf, qui se déroule chaque année dans la station balnéaire de Leucate-La Franqui.
La manifestation est devenue un atout majeur pour l'économie de la commune avec près de 200 000 spectateurs en 2019.

## Manifestation
Créé en 1996, le Mondial du Vent s’est au fil des années imposé comme un événement majeur dans la compétition internationale de glisse en kitesurf et windsurf.
La manifestation se déroule en avril de chaque année sur une période d'une semaine. Le concept était de réunir les professionnels du kitesurf et du windsurf, compétiteurs et fabricants d'équipements.
Depuis 2007, la ville de Leucate et le Mondial du Vent reçoivent l'unique manche française du circuit de Coupe du Monde de kitesurf en freestyle (PKRA), en accueillant l'élite de la discipline de la planète.

## Édition 2009
Elle s'est déroulée du 11 au 19 avril, et comportait deux nouvelles épreuves :
- Une sélection de 80 juniors coachés par des parrains, participa pour la première fois en France à une épreuve de slalom, organisée en association avec la Fédération française de voile, cette nouvelle épreuve a pour but de détecter les jeunes talents de la glisse.
- Afin de promouvoir d'autres disciplines, il a été organisé un raid pro de 20km, ouvert aux amateurs et professionnels, une course de stand up (Paddleboard) entre Leucate La Franqui et Leucate plage

## Édition 2010
Cette manifestation vient d'être dévoilée lors du Salon nautique de Paris, elle se déroulera entre le 10 et le 18 avril.
Plusieurs nouveautés sont au programme de cette édition organisée par Pascal Maka, notamment un face à face entre les 12 meilleurs mondiaux de kitesurf et de windsurf, de plus la compétition est mixte, ainsi qu'une course de vitesse.

## Édition 2025

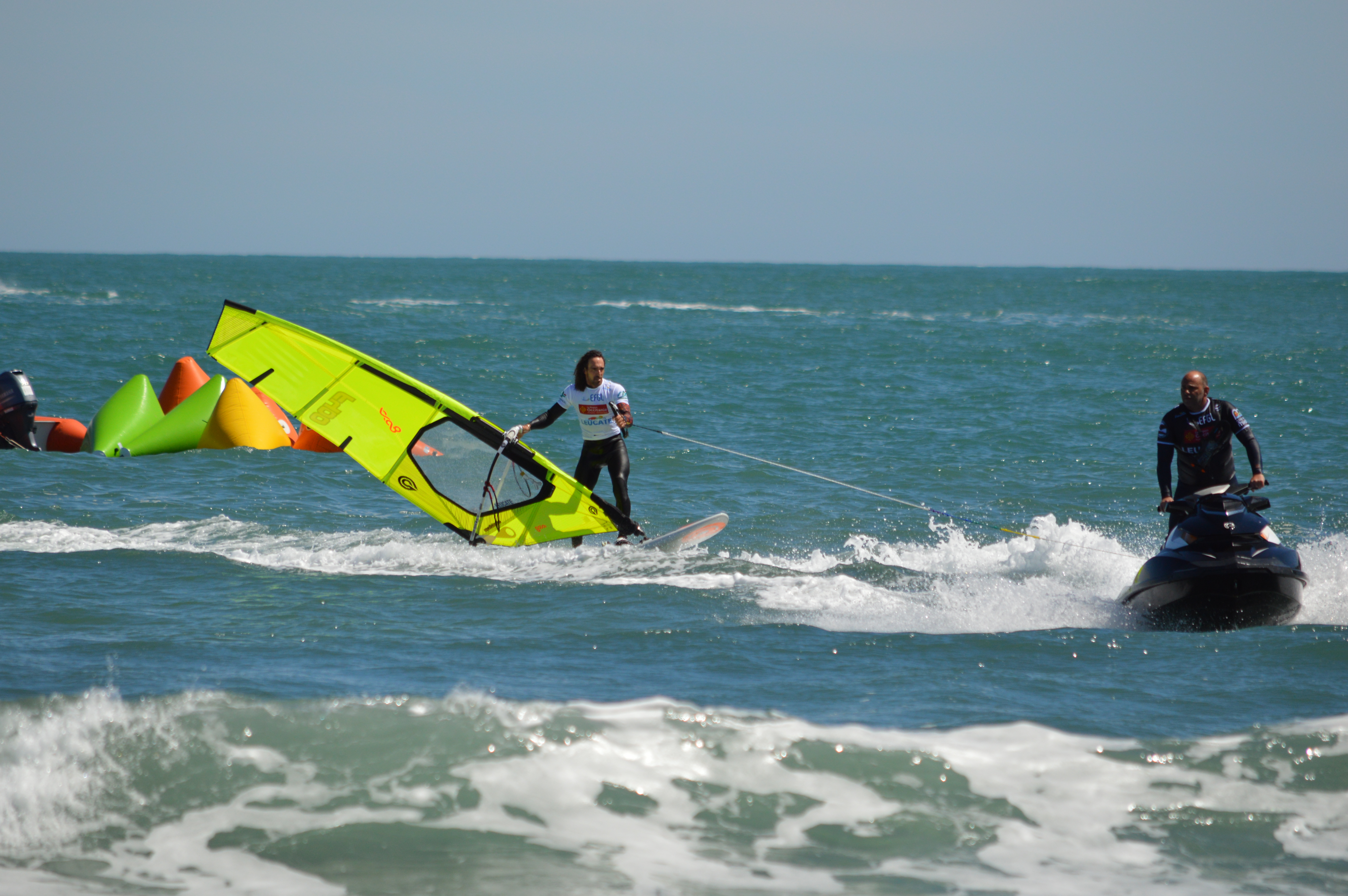
Windsurf1
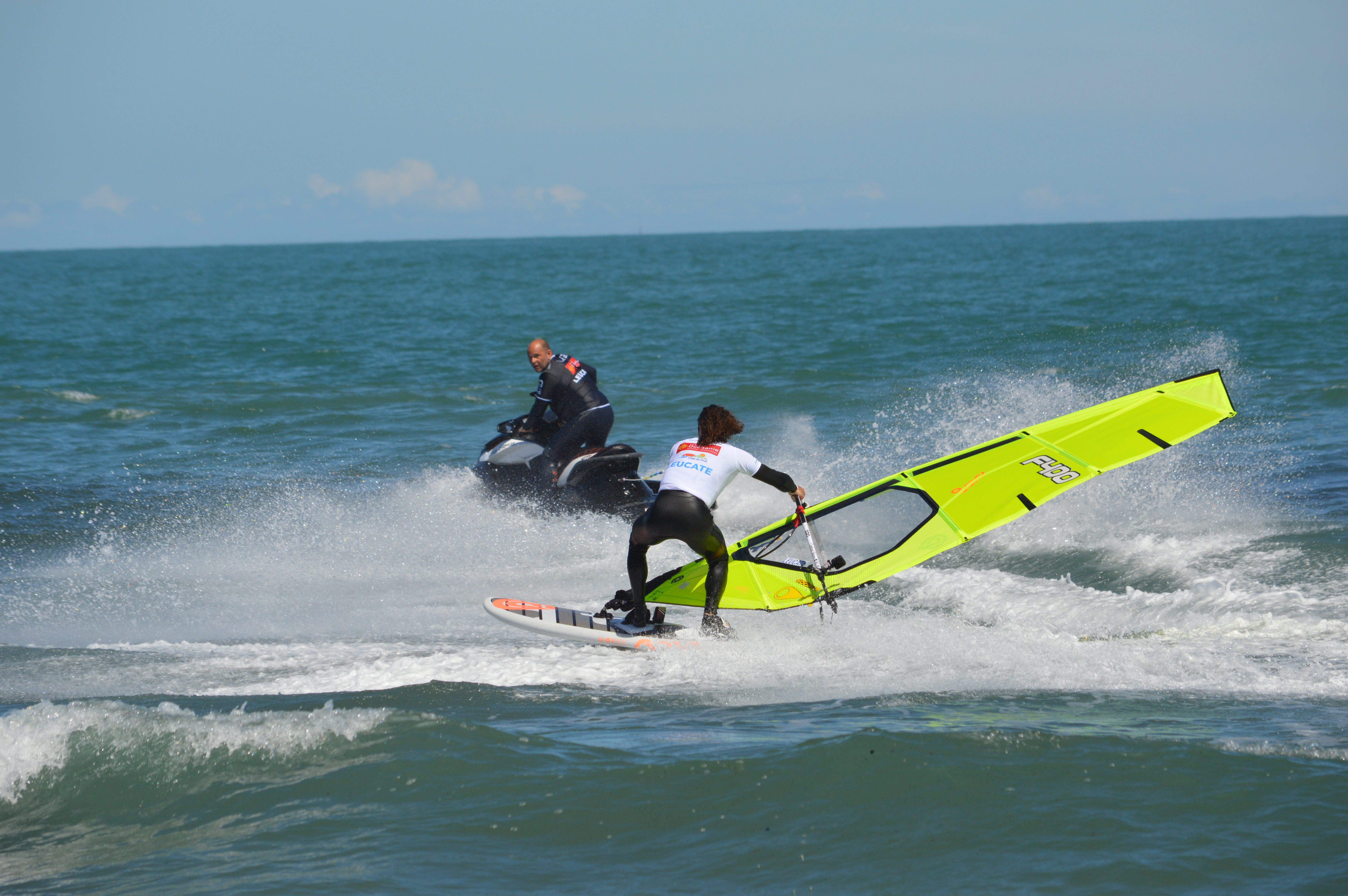
Windsurf2
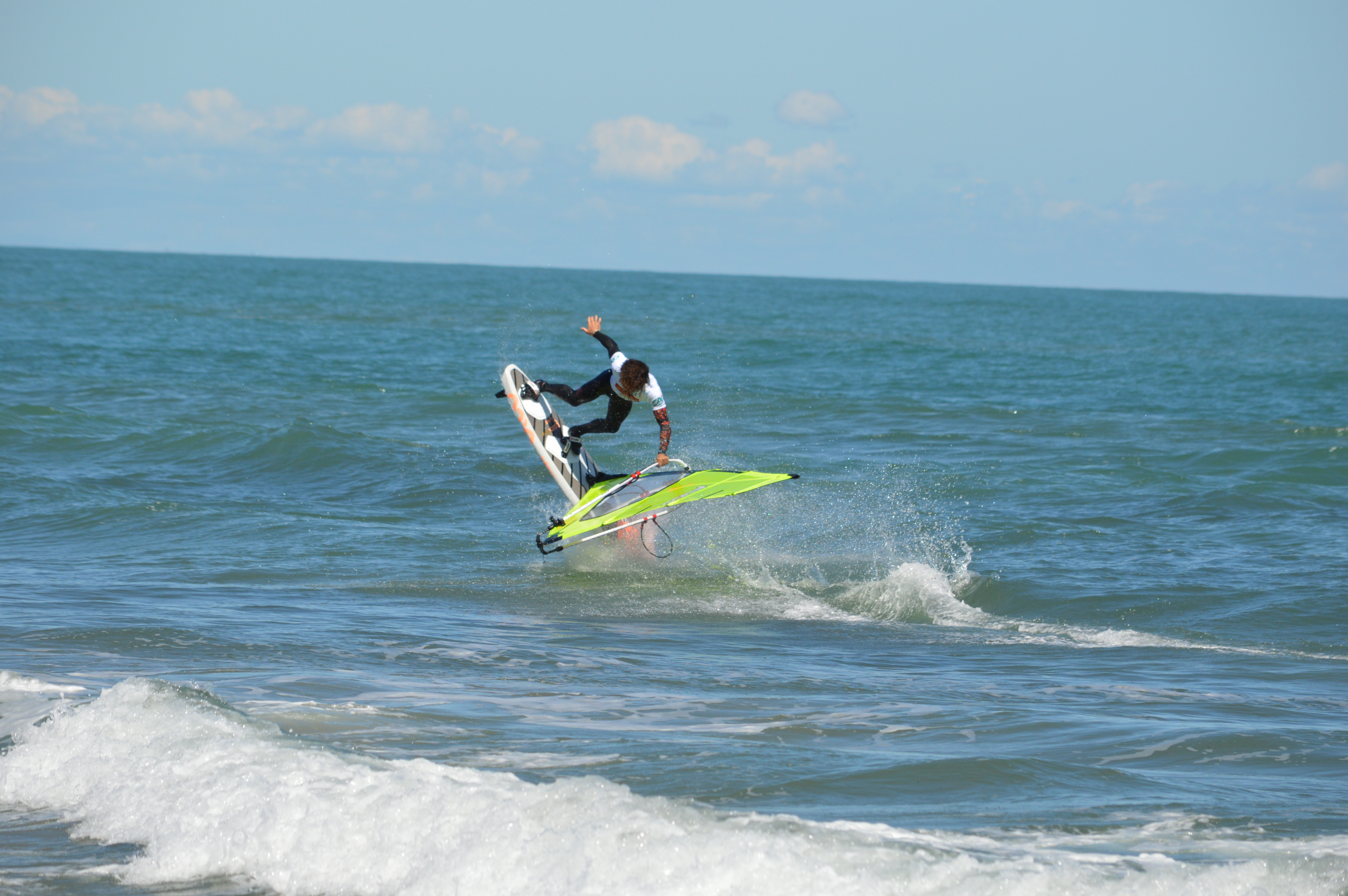
Windsurf3
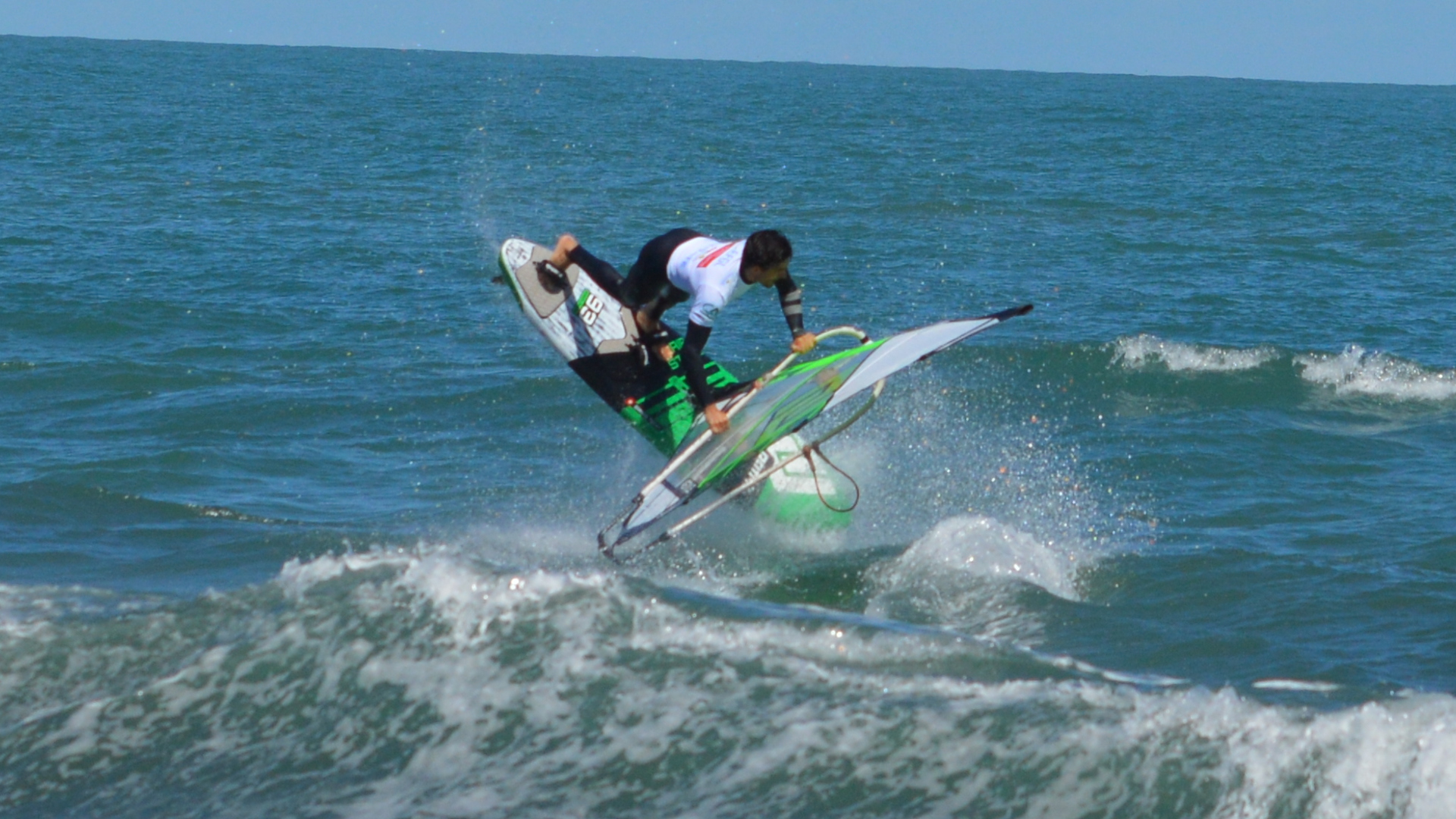
Windsurf4
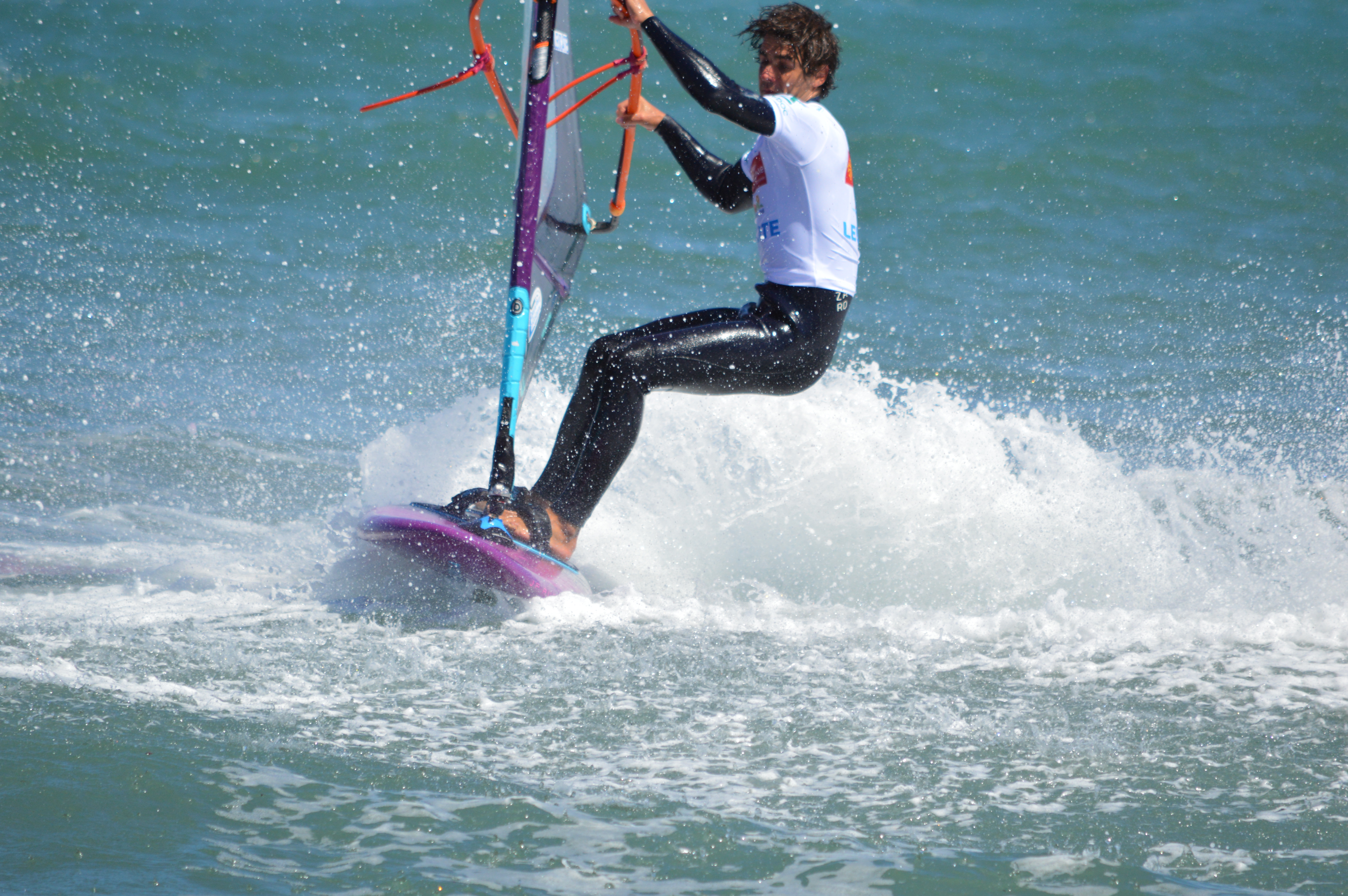
Windsurf5
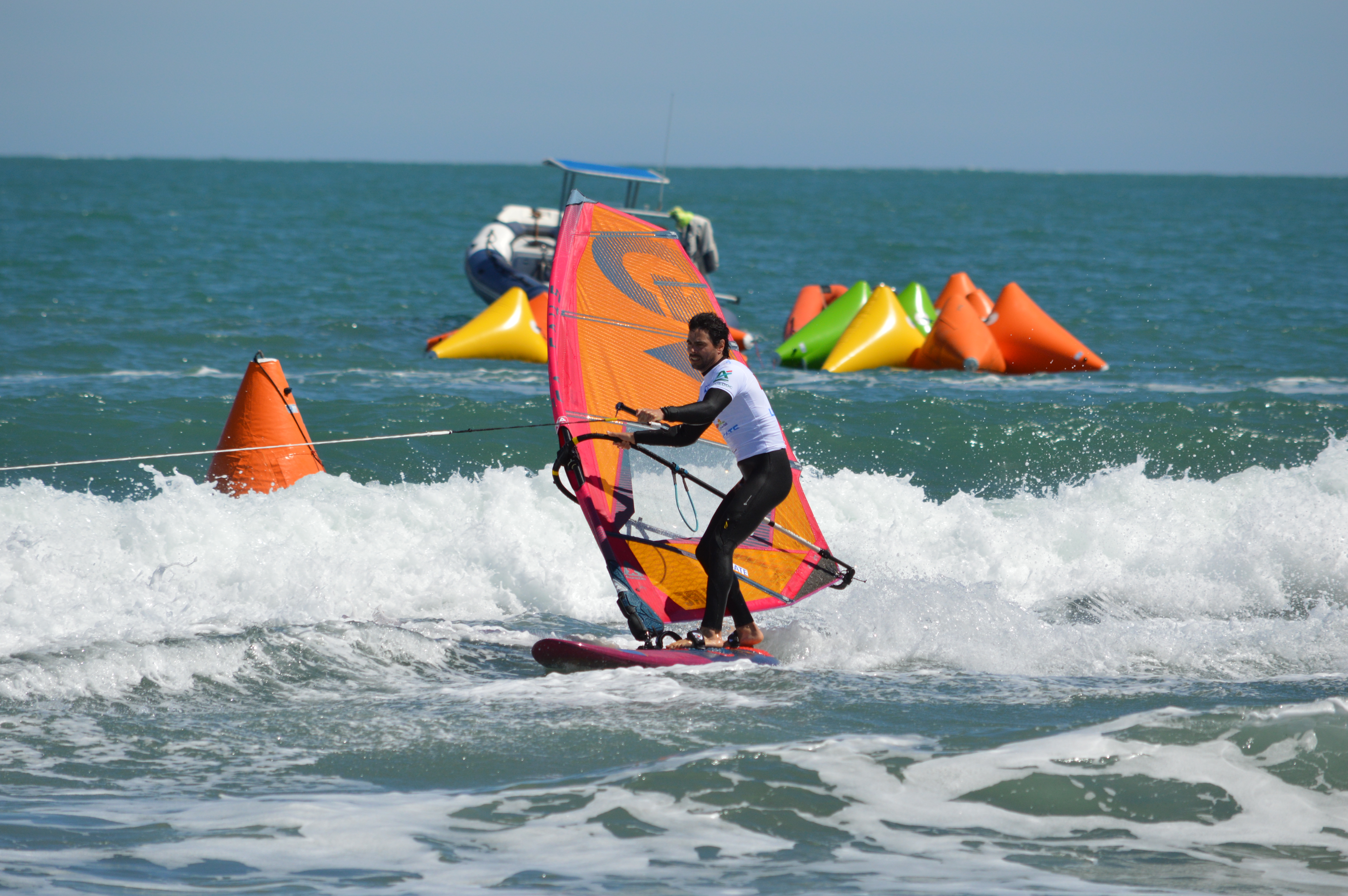
Windsurf6
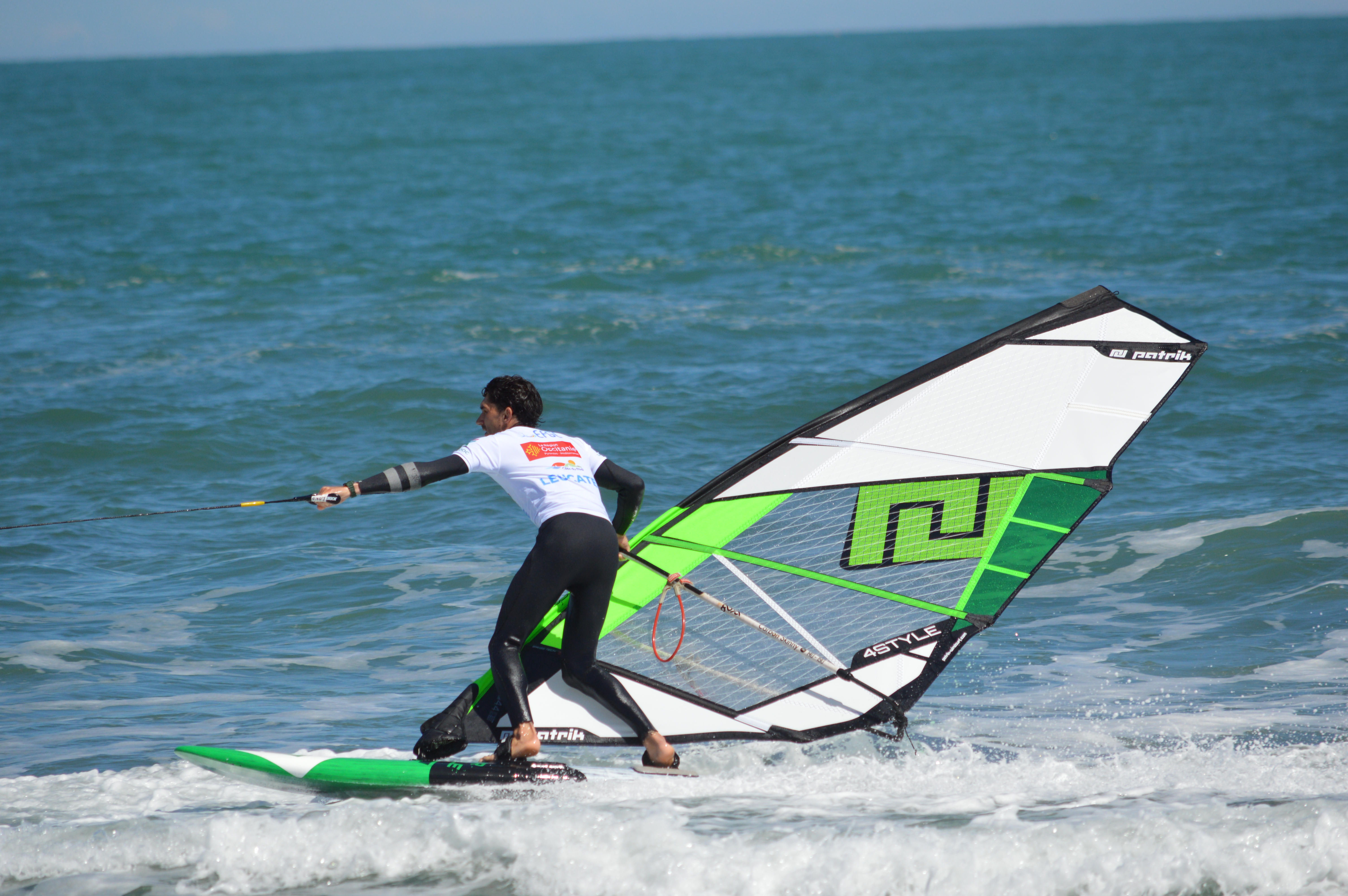
Windsurf7
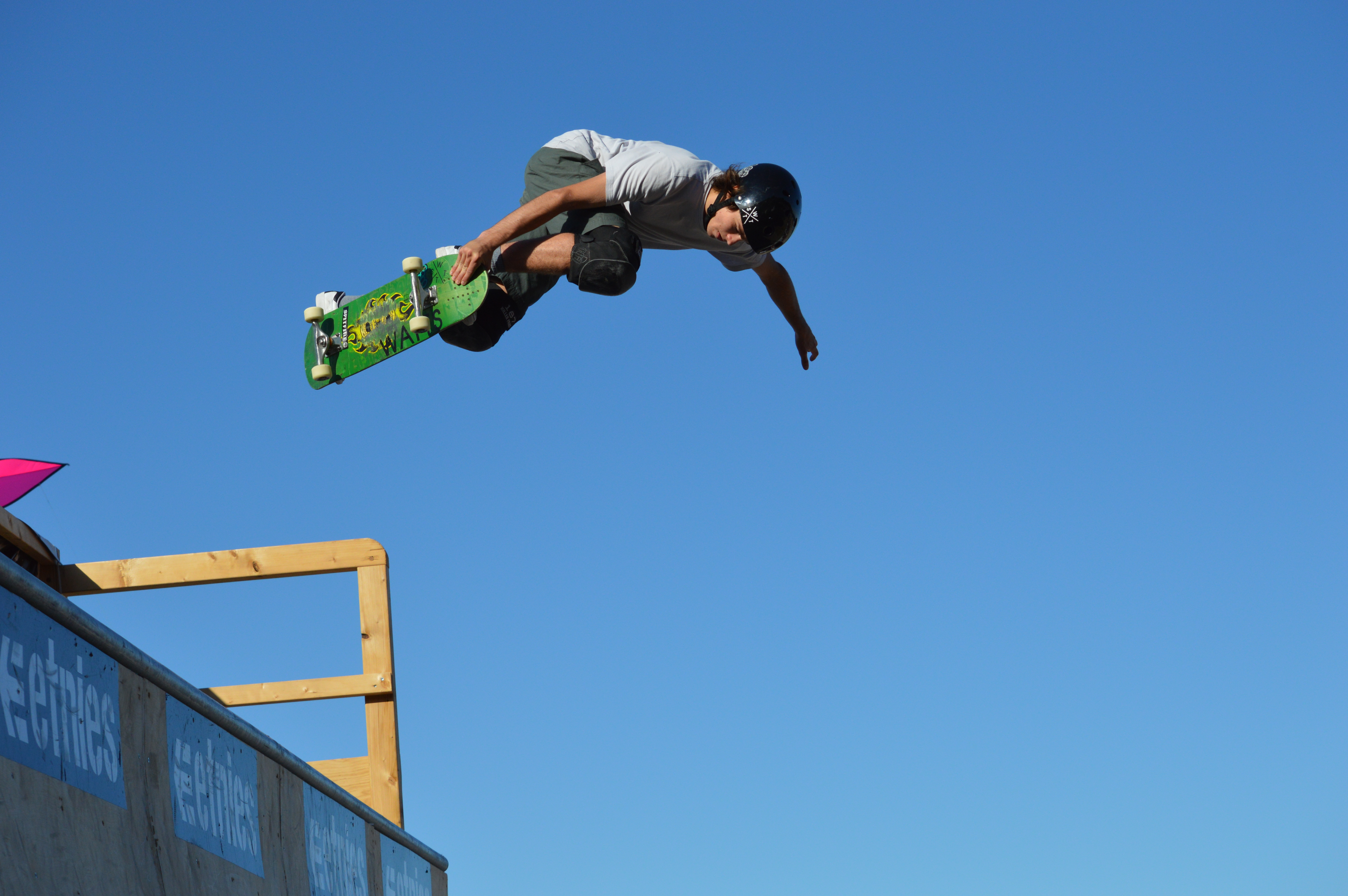
Skate1MDV
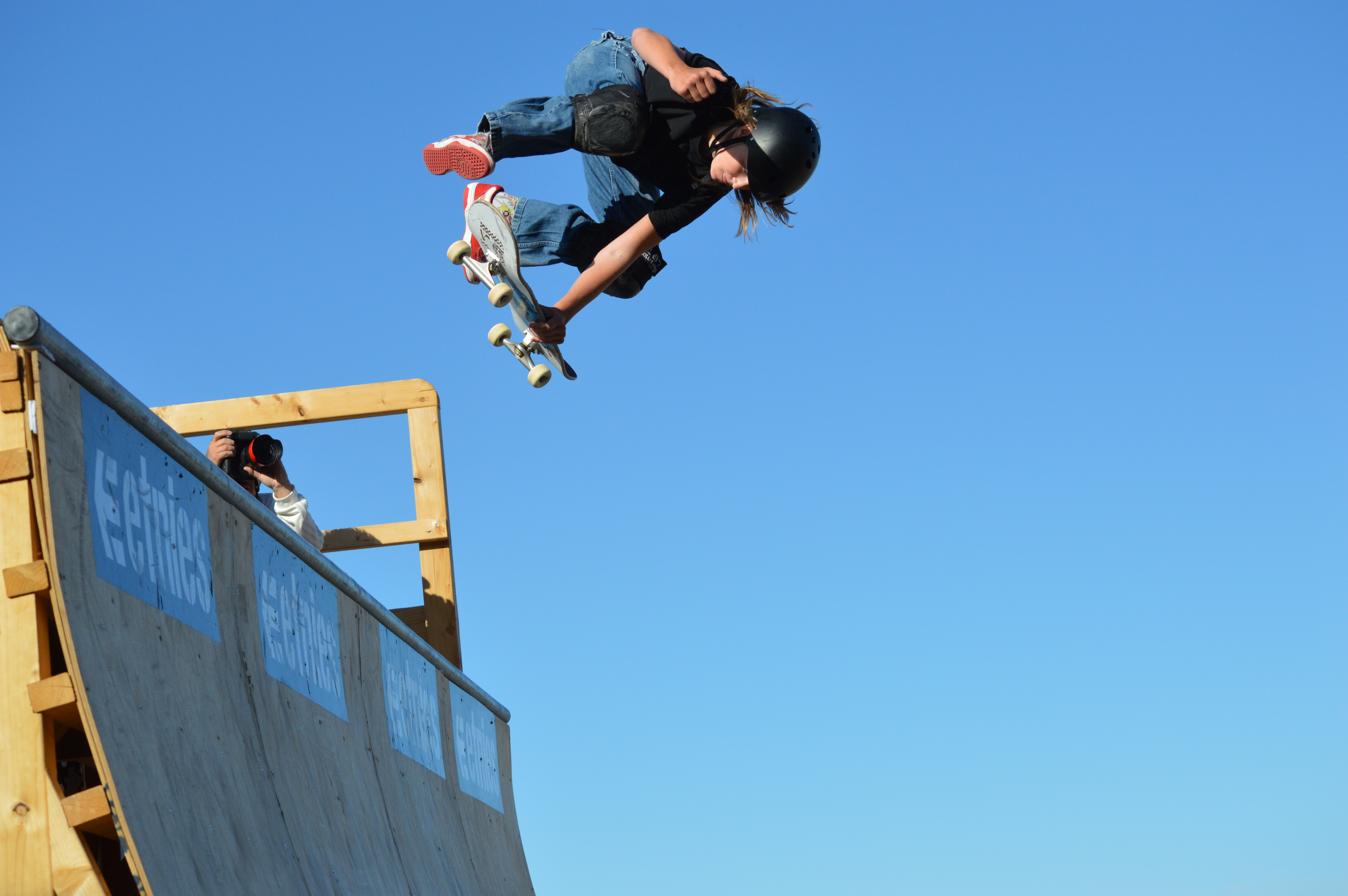
Skate2MDV

## Autour de l'évènement
La fête du vent propose au public de nombreuses animations gratuites pour les petits et les grands. Des ateliers ayant pour vocation de renseigner le public sur le vent, l'environnement et les activités liées à Éole dont organisés.
Le côté commercial est aussi présent, les grandes marques du monde de la glisse proposent leurs produits et leurs dernières innovations dans le domaine de ce sport.